# Ахуна
Ахуна — гора на карликовій планеті Церера, заввишки понад 4 км. Гора відкрита 2005 року після обробки фотографій, які зробив космічний зонд «Dawn».

## Опис
Гора заввишки 4-4,5 км, має форму зрізаного конуса і еліптичну основу розміром 21 на 13 км. Її схили мають крутизну 30-40° і вигляд ліній, що радіально розходяться. Деякі з ліній помітно яскравіші, а деякі темніші навколишньої місцевості. Ці лінії вважаються борознами від валунів, що скотилися з вершини гори. 
Ахуна має неударне походження (тобто не утворилася після зіткнення з якимось космічним тілом) і є єдиним подібним об'єктом на планеті. Вважається, що Ахуна є кріовулканом. На ній порівняно мало ударних кратерів, що говорить про її молодий геологічний вік.
На північному заході підніжжя Ахуни розташований кратер, схожий на неї як за формою, так і за розміром. Однак це не має ніякого відношення до її походженням, і є лише збігом. Однак, на протилежній стороні Церери розташований кратер Керван, найбільший кратер на планеті. Існує гіпотеза, що Ахуна утворилася після зіткнення Церери з якимось космічним тілом, внаслідок якого утворився Керван. Тоді на поверхню протилежного боку від удару піднялася солена вода, що знаходиться у надрах планети та замерзла.